# The Best Is Yet to Come (альбом Бонни Тайлер)
| Оценки критиков        | Оценки критиков |
| Источник               | Оценка          |
| ---------------------- | --------------- |
| Classic Pop            | [ 1 ]           |
| Helsingin Sanomat      | [ 2 ]           |
| The News International | 7/10            |
| Retro Pop              | [ 4 ]           |
| The Scotsman           | [ 5 ]           |

The Best Is Yet to Come (с англ. — «Лучшее ещё впереди») — восемнадцатый студийный альбом валлийской певицы Бонни Тайлер, выпущенный 26 февраля 2021 года на лейбле earMUSIC.

## Предыстория и релиз
4 марта 2020 года Тайлер сообщила Gold Radio, что завершила работу над новым альбомом. В апреле 2020 года она начала делиться сэмплами некоторых треков на своей странице в Instagram. Обложка и трек-лист были опубликованы 10 декабря 2020 года, а также небольшие части трёх новых треков были загружены на YouTube-канал Тайлер.

## Музыка и тексты
На данном альбоме певица возвращается к звучанию поп-рока 80-х. Тайлер поделилась с Ultimate Classic Rock, что она чувствовала, что «When the Lights Go Down» имеет похожее звучание с музыкой Брюса Спрингстина и Рода Стюарта.
Альбом содержит четыре кавера: «Somebody’s Hero» C. B. Green, «I'm Only Guilty (Of Loving You)», ранее записанные Чиком Уиллисом и Табом Бенуа, «I'm Not in Love» группы 10cc и «Catch the Wind» Донована. Последние две песни изначально задумывались как бонус-треки для предыдущего альбома Тайлер, Between the Earth and the Stars.

## Промоушн
«When the Lights Go Down» был выпущен в качестве первого сингла 18 декабря 2020 года вместе с сопровождающим лирик-видео.
15 декабря 2020 года Тайлер объявила, что отправляется в европейское турне в честь своего 70-летия и релиз нового альбома. Тур начнется 17 февраля 2022 года в Mitsubishi Electric Halle в Дюссельдорфе, Германия, и завершится 29 апреля 2022 года в Kongress am Park в Аугсбурге, Германия, в общей сложности 38 дат на площадках по всей Австрии, Бельгии, Франции, Германии и Швейцарии.

## Список композиций
| №                   | Название                          | Автор(ы)                                     | Длительность |
| ------------------- | --------------------------------- | -------------------------------------------- | ------------ |
| 1.                  | «The Best Is Yet to Come»         | Стив Уомак                                   | 3:03         |
| 2.                  | «Dreams Are Not Enough»           | Нил Локвуд                                   | 3:31         |
| 3.                  | «Hungry Hearts»                   | Джош Рентон                                  | 3:12         |
| 4.                  | «Stuck to My Guns»                | Стив Уомак                                   | 3:49         |
| 5.                  | «When the Lights Go Down»         | Стив Уомак                                   | 3:29         |
| 6.                  | «Stronger Than a Man»             | Шелли Пикен, Дезмонд Чайлд, Руслан Одноралов | 3:31         |
| 7.                  | «I'm Not in Love»                 | Эрик Стюарт, Грэм Гоулдман                   | 4:24         |
| 8.                  | «Somebody's Hero»                 | Клеменс Бенеке                               | 4:00         |
| 9.                  | «Call Me Thunder»                 | Стив Уомак                                   | 4:38         |
| 10.                 | «I'm Only Guilty (Of Loving You)» | Дейв Уильямс, Мик Паркер                     | 3:43         |
| 11.                 | «You're the One»                  | Кевин Данн, Дэвид Макей                      | 4:04         |
| 12.                 | «Catch the Wind»                  | Донован                                      | 3:15         |
| Общая длительность: | Общая длительность:               | Общая длительность:                          | 44:40        |

## Чарты
| Чарт (2021)                                  | Высшая позиция |
| -------------------------------------------- | -------------- |
| Австрия (Ö3 Austria)                         | 47             |
| Франция (SNEP)                               | 149            |
| Германия (Offizielle Top 100)                | 35             |
| Шотландия (Scottish Albums Chart)            | 28             |
| Швейцария (Schweizer Hitparade)              | 28             |
| Великобритания (UK Album Downloads)          | 35             |
| Великобритания (UK Album Sales)              | 18             |
| Великобритания (UK Independent Albums Chart) | 9              |
| Великобритания (UK Physical Albums)          | 18             |